# سن آگاتا رد
سن آگاتا رد (به لاتین: Sint-Agatha-Rode) یک منطقهٔ مسکونی در بلژیک است که در اولدانبرگ واقع شده‌است. سن آگاتا رد ۱٬۵۳۲ نفر جمعیت دارد.